# Payas
Payas – rzeka w południowej Anatolii w pobliżu obecnej granicy turecko–syryjskiej. U jej ujścia leży miasteczko o tej samej nazwie. Uważa się, że Payas to starożytna Pinaros, nad którą Aleksander Macedoński pokonał (w bitwie pod Issos) perskiego króla królów Dariusza.
Identyfikację umożliwiło przeanalizowanie pomiarów odległości dokonywanych przez podwładnych Aleksandra i obserwacje miejscowej topografii oraz porównanie ich ze starożytnymi źródłami. Wcześniej przypuszczano, że Pinaros to dzisiejsza rzeka Deli Çay.
Rzeka, pomijając jej historyczne znaczenie, jest raczej potokiem kilkumetrowej szerokości, który płynie ku zachodowi od strony stromych zboczy górskich ich podnóży, by ujść do Zatoki Aleksandretty (tur. Iskenderun Körfezi).